# 江南大路 (韓國)
江南大路（：／ Gangnam daero */?）是韓國首都首爾特別市漢江以南商圈的一條主要道路。若以江南大路為中心，東側是江南區、西側是瑞草區。大路連接江南區新沙洞漢南大路南段與瑞草區良才洞。沿大路往北走，可以通過漢南大橋到達漢江北岸。
江南大路除了是一條汽車通道以外，首都圈電鐵中的新盆唐線亦沿著此條路線行走，並在以下站點與他線交會：
- 新沙站（●首都圈電鐵3號線）
- 良才站（●首都圈電鐵3號線）
- 论岘站（●首爾地鐵7號線）
- 江南站（●首爾地鐵2號線）

## 歷史
- 1972年11月26日：改名為嶺東1路。
- 1976年6月26日：改名為現在的江南大路。
- 2004年7月1日：2004年首都圈巴士改編，設立巴士專用道。